# Oseltamivir

Oseltamivirs kemiska namn är etyl-(3R,4R,5S)-4-acetamido-5-amino-3-(1-etylpropoxi)-1-cyklohexen-1-karboxylat

Oseltamivir är ett antiviralt medel som lindrar symtomen vid många virusinfektioner. Medlet saluförs under handelsnamnet Tamiflu och tas som kapslar eller i form av suspension. Det är inte ett vaccin, eftersom det inte ger resistens mot infektion, utan hindrar viruset från att spridas i kroppen. Detta genom att hämma ett av virusets ytproteiner, neuraminidas.
Enligt en studie gjord vid det amerikanska smittskyddsinstitutet Centers for Disease Control and Prevention kan vissa vanliga influensastammar vara resistenta mot oseltavimir till 98,5%.

## Oseltamivir i kombination med vaccin
Läkemedlet är inte en ersättning till vaccin, utan ett komplement till vaccin för att öka skyddet hos framförallt äldre och hjärt-/kärlsjuka individer under säsong för influensa. Då vaccinets skyddande effekt avtar med stigande ålder (skyddseffekt mindre än 50% vid 70 års ålder), är Tamiflu ett värdefullt komplement. Det är effektivt på både influensavirus typ A och typ B vid tidigt insättande eller förebyggande i upp till sex veckor. Vid ett pandemiutbrott (liknande spanska sjukan, asiaten och Hong Kong-influensan) kommer vaccin för allmänt bruk troligen inte att vara tillgängligt varför antivirala läkemedel kan komma att spela en avgörande roll.

## Ifrågasatt effekt
Svenska staten köpte in ett lager med 18 miljoner doser av Tamiflu för 300 miljoner kronor, men i ett samarbete 2014 mellan Cochrane Collaboration och BMJ, där de till slut fick fram alla ursprungsdata från läkemedelsbolaget Roche, bedömdes medlet inte ha någon effekt på dödlighet och inte heller minska sjukhusvistelser. Den enda effekten verkade vara att Tamiflu minskade antalet sjukdagar från 6 till 5 dagar. Undersökningen visade också att det fanns stora brister i testerna. Tamiflustudien 2014 blev ett tydligt exemplet på bristerna i peer review-systemet. Statsepidemiologen på Folkhälsoinstitutet menade att det var bättre att köpa in Tamiflu som kunde ha en effekt än att inte ha några mediciner alls. Carl Heneghan vid Cochrane kommenterade att det var bättre att förlita sig på mediciner som bevisligen hade effekt. Att lagra Tamiflu sade han var ett slöseri med pengar.
Under 2017 nedgraderade även WHO läkemedlet från att tidigare ansetts vara ett livsnödvändigt preparat. Detta då effekten numera anses vara mycket begränsad.  